# إي. إل. كاتس
إي. إل. كاتس (بالإنجليزية: E. L. Katz)‏ هو كاتب سيناريو ومخرج أمريكي، ولد في 7 يناير 1981 في نيويورك في الولايات المتحدة.

## وصلات خارجية
- إي. إل. كاتس على موقع IMDb (الإنجليزية)
- إي. إل. كاتس على موقع ألو سيني (الفرنسية)
- إي. إل. كاتس على موقع ألو سيني (الفرنسية)
- إي. إل. كاتس على موقع أول موفي (الإنجليزية)
- إي. إل. كاتس على موقع قاعدة بيانات الفيلم (الإنجليزية)
- إي. إل. كاتس على موقع كينوبويسك (الروسية)